# Thomas Müller (voetballer)
Thomas Müller (Weilheim, 13 september 1989) is een Duits voetballer die doorgaans in de aanval speelt voor de Canadese voetbalploeg Vancouver Whitecaps. Hij stroomde in het seizoen 2008/09 door vanuit de jeugdopleiding van FC Bayern München en speelde er gedurende 17 seizoenen tot aan de zomer van 2025. De aanvaller won met Die Bayern twee Champions League-titels en een recordaantal van dertien Bundesliga-titels. Müller speelde van 2010 tot 2024 141 interlands voor het Duits voetbalelftal, waarmee hij in 2014 wereldkampioen werd. Op 1 december 2009 trouwde hij met Lisa Müller.

## Clubcarrière
Müller begon met voetballen in de jeugd van TSV Pähl, waarop hij in 2000 werd opgenomen in de jeugdopleiding van FC Bayern München. Daar werd hij in 2007 ingedeeld bij tweede elftal, waarmee hij in de Regionalliga speelde. In de aanloop naar het seizoen 2008/09 mocht hij tijdens enkele vriendschappelijke wedstrijden meespelen met het eerste elftal. Op 15 augustus 2008 maakte Müller vervolgens zijn debuut in de Bundesliga tegen Hamburger SV (2–2). Hij viel die wedstrijd na 79 minuten in voor Miroslav Klose. In februari 2009 tekende Müller met Holger Badstuber een contract bij Bayern tot 2011. Op 10 maart 2009 debuteerde hij in de Champions League. Bayern versloeg die dag Sporting Lissabon met 7–1 in de achtste finale. Müller viel in de 72ste minuut in voor Bastian Schweinsteiger en maakte het laatste doelpunt van de wedstrijd.

### 2009-2012
Müller werd in het seizoen 2009/10 onder de dan net aangestelde coach Louis van Gaal een vaste waarde in de hoofdmacht van Bayern. In het eerste deel van de competitie scoorde hij twee keer tegen Borussia Dortmund, wat zijn eerste Bundesliga-doelpunten waren, en enkele dagen later weer tweemaal tegen Maccabi Haifa in de Champions League. In februari 2010 verlengde Müller zijn contract bij Bayern München. In de op een na laatste wedstrijd van het Bundesliga-seizoen scoorde Müller zijn eerste hattrick bij een 3–1 overwinning tegen VfL Bochum. Een week later verzekerde Bayern München zich van het landskampioenschap door met 1–3 Hertha BSC te verslaan. Naast het landskampioenschap won Bayern dat seizoen de DFB-Pokal door in de finale Werder Bremen met 0–4 te verslaan en werd de finale van de Champions League behaald, waarin Internazionale met 2-0 te sterk was. In het seizoen 2009/10 scoorde Müller negentien doelpunten in alle competities. Müller werd door de betaalde voetballers die in Duitsland speelden met een duidelijke meerderheid verkozen tot Talent van het Jaar in het Duitsland.
Op 4 augustus 2010 verlengde Müller zijn contract bij Bayern München tot 2015. Drie dagen later won hij met Bayern de DFL-Supercup tegen Schalke 04. Müller was verantwoordelijk voor het openingsdoelpunt bij een 2–0 zege. Hij speelde in elke wedstrijd van Bayern München in het seizoen 2010/11 en scoorde opnieuw negentien doelpunten in alle competities. Het was voor Bayern München een teleurstellend seizoen vergeleken het seizoen ervoor. Der Rekordmeister eindigde derde in de Bundesliga, werd uitgeschakeld in de halve finale van de DFB-Pokal tegen Schalke 04 en strandde in de achtste finale van de Champions League tegen Internazionale. In het seizoen 2011/12 werd Van Gaal als trainer vervangen door Jupp Heynckes. Müller werd genomineerd voor de Ballon d'Or van 2011. Hiervoor eindigde hij op de dertiende plaats. Bayern München werd tweede in de Bundesliga achter Borussia Dortmund en verloor de finale van de DFB-Pokal tegen dezelfde club. Bayern haalde de finale van de Champions League. Onderweg naar deze finale scoorde Müller in de achtste finale tegen FC Basel. In de finale tegen Chelsea scoorde Müller in de 83ste minuut het openingsdoelpunt. Na negentig en 120 minuten was de eindstand echter 1–1. Nadat Müller vervangen werd door Van Buyten, verloor Bayern in de strafschoppenreeks. In alle competities was Müller elfmaal trefzeker in het seizoen 2011/12.

### 2012-2016
Op 12 augustus 2012 won Bayern de DFL-Supercup tegen rivaal Borussia Dortmund. Müller scoorde 2–0 bij een 2–1 zege. Hij scoorde zesmaal in de eerste acht competitiewedstrijden, die allemaal gewonnen werden door Bayern. Dit was de beste competitiestart ooit in de Bundesliga. Op 19 december tekende Müller een nieuw contract bij Bayern, dat hem tot 2017 aan de club verbond. In het seizoen 2012/13 won Müller voor de tweede keer de Bundesliga met Bayern. Met dertien doelpunten eindigde Müller bij de topscorersranglijst van de Bundesliga op een gedeelde zevende plaats. Bij het aantal assists (11) moest Müller slechts ploeggenoot Franck Ribéry voor zich dulden. Ook in de topscorerslijst van de Champions League eindigde Müller hoog. Zo scoorde hij drie doelpunten in het tweeluik met FC Barcelona in de halve finale, die 7–0 gewonnen werden. Op 25 mei 2013 won Bayern München voor de vijfde keer in de clubgeschiedenis de Champions League. In de finale werd rivaal Borussia Dortmund verslagen met doelpunten van Robben en Mandžukić. Müller speelde de volledige wedstrijd mee. Op 1 juni 2013 werd Bayern de zevende club, waarvan de eerste Duitse club, die de treble won, nadat VfB Stuttgart in de finale van de DFB-Pokal met 3–2 werd verslagen. Müller benutte een penalty en gaf een assist bij de 3–0 van Gómez in dit duel. Müller en Bayern begonnen onder nieuwe trainer Guardiola het seizoen 2013/14 met de DFL-Supercup. Borussia Dortmund bleek echter te sterk (4–2). Een maand later werd wel de UEFA Super Cup gewonnen tegen Chelsea na een strafschoppenreeks. Müller werd vroegtijdig naar de kant gehaald voor Götze. Op 21 december 2013 won hij met Bayern München het WK voor clubs. In de finale won Bayern met 2–0 van Raja Casablanca. Müller scoorde in elke wedstrijd van de DFB-Pokal 2013/14 die hij speelde, zo ook in de verlenging van de finale tegen Dortmund (0–2). Met acht doelpunten in vijf gespeelde wedstrijden werd Müller topscorer van de DFB-Pokal. Het betekende de tiende dubbel voor Bayern München, omdat Bayern eerder ook al de Bundesliga won.

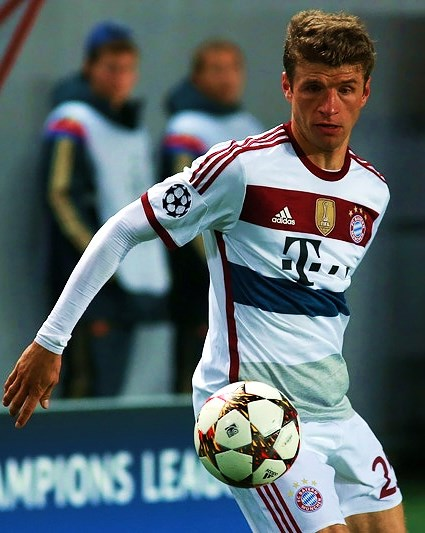
Müller tijdens een Champions League-wedstrijd met Bayern tegen CSKA in 2014

In juni 2014 werd bekend dat Müller met een nieuw contract tot 2019 verbonden bleef aan Bayern München, ondanks geruchten over een overstap naar Manchester United. Op 13 augustus 2014 begon Bayern München teleurstellend aan het nieuwe seizoen, met een 2–0 verlies tegen Borussia Dortmund in de DFL-Supercup. Müller werd bij rust vervangen door Philipp Lahm. In een competitieduel met Eintracht Frankfurt op 8 november 2014 scoorde Müller driemaal, de derde hattrick in zijn clubcarrière. Op 21 april 2015 zorgde Müller voor een doelpunt en twee assists bij een 6–1 zege tegen FC Porto in de kwartfinale van de Champions League. Hiermee werd hij, met 27 doelpunten, de meest scorende Duitser in de Champions League. Müller won in het seizoen 2014/15 voor de vierde keer de Bundesliga met Bayern München. In de DFB-Pokal en de Champions League strandde Bayern in de halve finale, tegen Borussia Dortmund en FC Barcelona. Tegen Barcelona was Müller wel trefzeker. Op 1 augustus 2015 werd de DFL-Supercup gespeeld tegen VfL Wolfsburg. Na een strafschoppenreeks verloor Bayern München deze wedstrijd. Müller was op dat moment al naar de kant gehaald. In de eerste vier Bundesliga-wedstrijden in het seizoen 2015/16 was Müller zes keer trefzeker. Vervolgens scoorde hij na drie competitiewedstrijden zonder doelpunten twee doelpunten in Der Klassiker tegen Borussia Dortmund. Op 18 december 2015 ondertekende hij een nieuw contract bij Bayern München tot 2021. Op 21 mei 2016 won Bayern de finale van de DFB-Pokal van Borussia Dortmund. Nadat er in de reguliere wedstrijd niet gescoord was, volgde een strafschoppenserie. Müller benutte een van de penalty's aan de kant van Bayern. Omdat Bayern eerder ook al kampioen van de Bundesliga werd, betekende dit de vierde dubbel van Müller. In de Champions League behaalde Bayern de halve finale, waar het door een verschil in uitdoelpunten werd uitgeschakeld door Atlético Madrid. In zowel de Champions League (8, samen met Suárez) als de Bundesliga (20) eindigde Müller op de derde plek in de topscorerslijst.

### 2016-2020
Op 14 augustus 2016 won Müller voor de derde keer de DFL-Supercup met Bayern. Bij een 0–2 overwinning op Borussia Dortmund zette hij de eindstand op het bord. Onder nieuwe trainer Carlo Ancelotti scoorde Müller slechts vijf doelpunten in 32 wedstrijden in de Bundesliga en de DFB-Pokal. In grote wedstrijden begon hij vaak op de bank. Dat gebeurde o.a. in de verloren halve finale van de DFB-Pokal tegen Borussia Dortmund en in de uitwedstrijd van de verloren kwartfinale van de Champions League tegen Real Madrid. Wel zorgde Müller voor dertien assists in de Bundesliga, slechts Forsberg deed dat beter. Bayern werd met vijftien punten verschil t.o.v. nummer 2 RB Leipzig kampioen van Duitsland. Bayern won op 5 augustus 2017 voor het tweede jaar op rij de DFL-Supercup. In september werd Ancelotti ontslagen als trainer van Bayern München. Voor de rest van het seizoen kreeg Müller Heynckes als trainer, waarmee hij tweemaal eerder in zijn carrière al mee samenwerkte. Onder Heynckes was Müller weer vaker betrokken bij doelpunten. Zo was hij twee keer trefzeker in de achtste finale van de Champions League tegen Beşiktaş en scoorde hij een hattrick in de halve finale van de DFB-Pokal tegen Bayer Leverkusen. De finale van deze competitie werd met 3–1 verloren van Eintracht Frankfurt. Müller gaf veertien assists in de Bundesliga, het beste van alle spelers in de Bundesliga. Met 21 punten verschil meer dan nummer twee Schalke 04 won Bayern voor de 28ste keer de Bundesliga. In de Champions League bleek de uiteindelijke winnaar Real Madrid te sterk in de halve finale. Onder nieuwe trainer Niko Kovač won Bayern op 12 augustus 2018 de DFL-Supercup tegen Eintracht Frankfurt (5–0). Müller gaf de assist bij het derde doelpunt van Lewandowski. Op 12 december 2018 speelde hij tegen AFC Ajax zijn 105de Champions League-wedstrijd, waarmee hij het record voor meeste wedstrijden in de Champions League voor Bayern evenaarde, op dat moment op naam van Philipp Lahm. In deze wedstrijd werd Müller ook voor het eerst in zijn carrière met een rode kaart van het veld gestuurd na een karatetrap op Tagliafico. Hierdoor moest hij beide wedstrijden in de achtste finale tegen Liverpool missen. Het tweeluik werd door de uiteindelijke kampioen Liverpool gewonnen. Müller won voor de vijfde keer de Duitse dubbel met Bayern. In de Bundesliga was twee punten verschil met Borussia Dortmund genoeg voor de titel, in de finale van de DFB-Pokal werd RB Leipzig met 3–0 verslagen.
Op 3 augustus 2019 speelde Müller 65 minuten mee bij een 2–0 verlies tegen Borussia Dortmund om de DFL-Supercup. Op 2 november 2019 speelde hij zijn vijfhonderdste officiële wedstrijd voor Bayern München. Hij was de tiende speler die zoveel wedstrijden voor Bayern speelde. Deze wedstrijd werd echter met 5–1 verloren van Eintracht Frankfurt, waarna Kovač ontslagen werd als trainer van Bayern München. Vervolgens werd Hans-Dieter Flick aangesteld als interim-trainer. Later zou hij ook definitief trainer van Bayern worden. Op 21 december 2019 gaf Müller de assist bij het doelpunt van Joshua Zirkzee tegen Wolfsburg. Hiermee werd hij de eerste speler ooit in de Bundesliga die in de eerste seizoenshelft elf assists gaf. Op 7 april 2020 werd bekend dat Müller zijn contract bij Bayern met twee jaar verlengde, tot medio 2023. Op 6 juni 2020 gaf Müller op bezoek bij Leverkusen zijn negentiende en twintigste assist van het Bundesliga-seizoen, waarmee hij het record meeste assists in een Bundesliga-seizoen verbrak, dat eerder op naam van De Bruyne (2014/15) en Forsberg (2016/17) stond. Tegen Wolfsburg op 27 juni 2020 gaf hij ook zijn 21ste assist. Na deze wedstrijd mochten Müller en zijn teamgenoten de Bundesliga-schaal omhoog houden, omdat ze voor het achtste seizoen op rij de Bundesliga wonnen. Doordat Bayer Leverkusen op 4 juli 2020 met 2–4 werd verslagen in de finale van de DFB-Pokal won Bayern de dubbel. Op 23 augustus werd dat een treble, doordat Bayern in de finale van de Champions League Paris Saint-Germain met 1-0 versloeg. Müller speelde negentig minuten. 

### 2020-heden
Müller begon het seizoen 2020/21 uitstekend, met drie goals en vier assists in de eerste vier competitiewedstrijden. Tussendoor werden ook de UEFA Super Cup tegen Sevilla en de Duitse supercup tegen Borussia Dortmund gewonnen. In laatsgenoemde was Müller zelf goed voor een doelpunt. Daarmee pakte hij zijn 27'ste prijs, waarmee hij de Duitser werd met de meeste prijzen in het voetbal, door het passeren van Bastian Schweinsteiger (26 prijzen). Hij miste in februari 2021 de finale van het WK voor clubs tegen Tigres UANL door een corona-infectie, maar won wel zijn negende Bundesliga op rij en zijn tiende in totaal.
Op 19 november speelde Müller zijn 600'ste wedstrijd voor Bayern in een 2-1 nederlaag tegen FC Augsburg. Slechts drie spelers haalden dat aantal voor hem, namelijk Sepp Maier, Gerd Müller en Oliver Kahn. Op 8 december scoorde hij zijn vijftigste goal in de UEFA Champions League tegen FC Barcelona (3-0 winst), als achtste speler ooit in die competitie. Negen dagen later speelde Müller zijn 400'ste Bundesliga-wedstrijd tegen VfL Wolfsburg, waarin hij goed was voor een goal en een assist. Dat seizoen werd Müller voor de tiende keer op rij kampioen, waardoor Müller de speler werd met de meeste Bundesliga-titels ooit (elf). Op 3 mei verlengde hij zijn contract tot de zomer van 2024. Het jaar erop werd hij opnieuw kampioen en scherpte hij zijn eigen record van meeste titels verder aan tot twaalf. 
Op 18 augustus 2023 viel Müller in de openingswedstrijd van het nieuwe Bundesliga-seizoen in tegen Werder Bremen, waardoor hij de eerste speler ooit werd om in zestien verschillende Bundesliga-seizoenen mee te doen. Op 20 september won hij met 4-3 van Manchester United in zijn 100'ste overwinning in de Champions League, iets wat voor hem alleen Cristiano Ronaldo en Iker Casillas was gelukt. Op 19 december verlengde hij zijn contract met een jaar tot de zomer van 2025. Op 3 februari werd Müller de eerste speler met 500 overwinningen met Bayern door een 3-1 overwinning op Borussia Mönchengladbach. Op 6 april speelde hij zijn 700'ste wedstrijd voor Bayern in een 3-2 nederlaag tegen 1. FC Heidenheim 1846. Op 30 april speelde hij zijn 150'ste Champions League-wedstrijd met Bayern. Alleen Xavi Hernández en Iker Casillas speelden meer CL-wedstrijden voor één club dan Müller. Een week later evenaarde hij het aantal wedstrijden van Xavi (151), waardoor hij vijfde op de lijst van meeste wedstrijden aller tijden kwam te staan. In de laatste wedstrijd van het seizoen evenaarde hij Sepp Maier als recordhouder van meeste Bundesliga-wedstrijden voor Bayern (473). In de eerste wedstrijd van het seizoen 2024/25 verbrak hij het record in zijn 474e wedstrijd voor Bayern .
Op 5 juli 2025 maakte hij voor de laatste keer zijn opwachting voor Bayern in een 2-0 verlies tegen Paris Saint-Germain in de kwartfinales van het WK voor clubs.

## Clubstatistieken
| Seizoen         | Club              | Competitie       | Competitie | Competitie | Competitie | Beker | Beker | Beker | Internationaal | Internationaal | Internationaal | Overig | Overig | Overig | Totaal | Totaal | Totaal |
| Seizoen         | Club              | Competitie       | Wed.       | Dlp.       | Ass.       | Wed.  | Dlp.  | Ass.  | Wed.           | Dlp.           | Ass.           | Wed.   | Dlp.   | Ass.   | Wed.   | Dlp.   | Ass.   |
| --------------- | ----------------- | ---------------- | ---------- | ---------- | ---------- | ----- | ----- | ----- | -------------- | -------------- | -------------- | ------ | ------ | ------ | ------ | ------ | ------ |
| 2007/08         | Bayern München II | Regionalliga Süd | 3          | 1          | 0          | —     | —     | —     | —              | —              | —              | —      | —      | —      | 3      | 1      | 0      |
| 2008/09         | Bayern München II | 3. Liga          | 32         | 15         | 5          | —     | —     | —     | —              | —              | —              | —      | —      | —      | 32     | 15     | 5      |
| Club totaal     | Club totaal       | Club totaal      | 35         | 16         | 5          | 0     | 0     | 0     | 0              | 0              | 0              | 0      | 0      | 0      | 35     | 15     | 5      |
| 2008/09         | Bayern München    | Bundesliga       | 4          | 0          | 0          | 0     | 0     | 0     | 1              | 1              | 0              | —      | —      | —      | 5      | 1      | 0      |
| 2009/10         | Bayern München    | Bundesliga       | 34         | 13         | 11         | 6     | 4     | 2     | 12             | 2              | 3              | —      | —      | —      | 52     | 19     | 16     |
| 2010/11         | Bayern München    | Bundesliga       | 34         | 12         | 13         | 5     | 3     | 2     | 8              | 3              | 4              | 1      | 1      | 0      | 48     | 19     | 19     |
| 2011/12         | Bayern München    | Bundesliga       | 34         | 7          | 13         | 5     | 2     | 4     | 14             | 2              | 3              | —      | —      | —      | 53     | 11     | 20     |
| 2012/13         | Bayern München    | Bundesliga       | 28         | 13         | 13         | 5     | 1     | 2     | 13             | 8              | 2              | 1      | 1      | 0      | 47     | 23     | 17     |
| 2013/14         | Bayern München    | Bundesliga       | 31         | 13         | 11         | 5     | 8     | 2     | 14             | 5              | 1              | 1      | 0      | 0      | 51     | 26     | 14     |
| 2014/15         | Bayern München    | Bundesliga       | 32         | 13         | 14         | 5     | 1     | 1     | 10             | 7              | 3              | 1      | 0      | 0      | 48     | 21     | 18     |
| 2015/16         | Bayern München    | Bundesliga       | 31         | 20         | 7          | 5     | 4     | 3     | 12             | 8              | 2              | 1      | 0      | 0      | 49     | 32     | 12     |
| 2016/17         | Bayern München    | Bundesliga       | 29         | 5          | 15         | 3     | 0     | 3     | 9              | 3              | 0              | 1      | 1      | 0      | 42     | 9      | 18     |
| 2017/18         | Bayern München    | Bundesliga       | 29         | 8          | 16         | 5     | 4     | 0     | 10             | 3              | 2              | 1      | 0      | 0      | 45     | 15     | 18     |
| 2018/19         | Bayern München    | Bundesliga       | 32         | 6          | 12         | 6     | 3     | 2     | 6              | 0              | 1              | 1      | 0      | 1      | 45     | 9      | 16     |
| 2019/20         | Bayern München    | Bundesliga       | 33         | 8          | 21         | 6     | 2     | 2     | 10             | 4              | 3              | 1      | 0      | 0      | 50     | 14     | 26     |
| 2020/21         | Bayern München    | Bundesliga       | 32         | 11         | 21         | 2     | 1     | 0     | 9              | 2              | 3              | 3      | 1      | 0      | 46     | 15     | 24     |
| 2021/22         | Bayern München    | Bundesliga       | 32         | 8          | 21         | 2     | 0     | 0     | 10             | 4              | 4              | 1      | 1      | 0      | 45     | 13     | 25     |
| 2022/23         | Bayern München    | Bundesliga       | 27         | 7          | 8          | 4     | 0     | 3     | 8              | 1              | 1              | 1      | 0      | 0      | 40     | 8      | 12     |
| 2023/24         | Bayern München    | Bundesliga       | 31         | 5          | 11         | 1     | 1     | 0     | 9              | 1              | 1              | 0      | 0      | 0      | 41     | 7      | 12     |
| 2024/25         | Bayern München    | Bundesliga       | 24         | 1          | 3          | 2     | 2     | 1     | 11             | 3              | 1              | 0      | 0      | 0      | 37     | 6      | 5      |
| Club totaal     | Club totaal       | Club totaal      | 497        | 150        | 210        | 67    | 36    | 27    | 166            | 57             | 34             | 14     | 5      | 1      | 744    | 248    | 273    |
| Carrière totaal | Carrière totaal   | Carrière totaal  | 532        | 166        | 215        | 67    | 36    | 27    | 166            | 57             | 34             | 14     | 5      | 1      | 779    | 263    | 278    |

Bijgewerkt tot en met 8 april 2025.

## Interlandcarrière

Müllers doelpunt tegen Argentinië op het WK 2010.

Müller werd in 2004 voor de eerste keer opgeroepen voor de -16 van Duitsland. Vijf jaar later speelde hij zijn eerste wedstrijd voor het nationale beloftenelftal. Zijn debuut voor het 'grote' Duitsland volgde op 3 maart 2010 onder leiding van bondscoach Joachim Löw, in een vriendschappelijke interland tegen Argentinië (0–1). Hij werd in dat duel na 67 minuten vervangen door collega-debutant Toni Kroos. Tijdens een persconferentie na de wedstrijd werd de toen twintigjarige Müller niet herkend door de Argentijnse bondscoach Diego Maradona. De voormalig voetballer dacht in eerste instantie dat Müller een ballenjongen was en weigerde naast hem te gaan zitten tot hem uitgelegd werd dat Müller een speler was.
Later dat jaar mocht Müller mee naar het WK 2010, waarop hij vijf doelpunten maakte in zes wedstrijden. Duitsland schakelde onder meer het Argentinië van Maradona uit en sneuvelde in de halve finale, waarin Müller niet speelde vanwege een schorsing. In de troostfinale om de derde plaats versloeg Duitsland tegenstander Uruguay met 2–3. Müller maakte in die partij het openingsdoelpunt. Hierdoor werd hij topschutter van het toernooi, samen met Diego Forlán, David Villa en Wesley Sneijder. Omdat Müller van alle topschutters de meeste assists gaf, kreeg hij de Gouden Schoen toebedeeld. In 1970 werd zijn land- en naamgenoot Gerd Müller topschutter van het WK. Hij droeg toen net als Müller het rugnummer 13. Een dag na de finale werd Müller uitgeroepen tot beste jonge speler van het WK. Daarmee volgde hij zijn landgenoten Lukas Podolski en Franz Beckenbauer op. Op het EK 2012 bereikte Müller met Duitsland de halve finale, waarin het werd uitgeschakeld door Italië. Hij kwam in elke wedstrijd in actie, maar kon niet zorgen voor een doelpunt of een assist.
Müller werd ook geselecteerd voor het Duits elftal dat in Brazilië het WK 2014 won. In Duitsland's openingswedstrijd tegen Portugal (4–0) scoorde hij een hattrick. Later in het toernooi scoorde hij twee andere doelpunten, waarmee zijn totaal op tien WK-doelpunten kwam. In de finale tegen Argentinië speelde Müller de volledige wedstrijd. De 1–0 winst (na verlenging) betekende de vierde wereldbeker voor Duitsland. 
Met het Duits elftal nam Müller in 2016 deel aan het Europees kampioenschap voetbal in Frankrijk. Duitsland werd in de halve finale uitgeschakeld door Frankrijk (0–2), na in de eerdere twee knock-outwedstrijden Slowakije (3–0) en Italië (1–1, 6–5 na strafschoppen) te hebben verslagen. Müller miste zijn strafschop in de strafschoppenserie van de laatste wedstrijd. Hij scoorde niet op dit toernooi. 
Müller maakte eveneens deel uit van de Duitse selectie, die onder leiding van bondscoach Joachim Löw deelnam aan de WK-eindronde 2018 in Rusland. Daar werd Die Mannschaft voortijdig uitgeschakeld. De ploeg strandde in de groepsfase, voor het eerst sinds het wereldkampioenschap 1938, na nederlagen tegen Mexico (0–1) en Zuid-Korea (0–2). In groep F werd alleen van Zweden (2–1) gewonnen, al kwam die zege pas tot stand in de blessuretijd. Müller speelde mee in alle drie de groepswedstrijden: twee keer als basisspeler en één keer als invaller.
Op 5 maart 2019 werd bekend dat Müller niet meer op een uitnodiging van Löw hoefde te rekenen. Hetzelfde gold ook voor zijn Bayern München-ploeggenoten Mats Hummels en Jérôme Boateng. De teller van Müller bleef daardoor steken op honderd interlands. Vlak voor het Europees kampioenschap voetbal 2020, dat door het coronavirus uitgesteld werd naar juni 2021, werd bekend dat Löw toch bereid was om Müller en Hummels weer in de selectie op te nemen.
In 2022 mocht Müller onder leiding van bondscoach Hansi Flick deelnemen aan het WK 2022. Tijdens dit toernooi kreeg hij veel speeltijd. Nadat Duitsland net zoals tijdens het voorgaande WK werd uitgeschakeld in de groepsfase noemde Müller dit een complete ramp. Hij werd op 8 juni 2024 door bondscoach Julian Nagelsmann opgenomen in de Duitse selectie voor het EK 2024 in eigen land. Duitsland werd groepswinnaar in een groep met Schotland, Hongarije en Zwitserland en won in de achtste finales van Denemarken (2–0), maar werd in de kwartfinales na een verlenging uitgeschakeld door Spanje (2–1). Müller kwam als invaller in actie tegen Schotland en Spanje. Een paar dagen later maakte hij bekend dat hij na 131 interlands stopte als international.
| Interlands van Thomas Müller voor Duitsland | Interlands van Thomas Müller voor Duitsland | Interlands van Thomas Müller voor Duitsland | Interlands van Thomas Müller voor Duitsland | Interlands van Thomas Müller voor Duitsland | Interlands van Thomas Müller voor Duitsland |
| №                                           | Datum                                       | Wedstrijd                                   | Uitslag                                     | Competitie                                  | Goals                                       |
| Als speler bij Bayern München               | Als speler bij Bayern München               | Als speler bij Bayern München               | Als speler bij Bayern München               | Als speler bij Bayern München               | Als speler bij Bayern München               |
| ------------------------------------------- | ------------------------------------------- | ------------------------------------------- | ------------------------------------------- | ------------------------------------------- | ------------------------------------------- |
| 1.                                          | 3 maart 2010                                | Duitsland – Argentinië                      | 0 – 1                                       | Vriendschappelijk                           |                                             |
| 2.                                          | 3 juni 2010                                 | Duitsland – Bosnië en Herzegovina           | 3 – 1                                       | Vriendschappelijk                           |                                             |
| 3.                                          | 13 juni 2010                                | Duitsland – Australië                       | 4 – 0                                       | WK 2010                                     | 68'                                         |
| 4.                                          | 18 juni 2010                                | Duitsland – Servië                          | 0 – 1                                       | WK 2010                                     |                                             |
| 5.                                          | 23 juni 2010                                | Ghana – Duitsland                           | 0 – 1                                       | WK 2010                                     |                                             |
| 6.                                          | 27 juni 2010                                | Engeland – Duitsland                        | 1 – 4                                       | WK 2010                                     | 67' 70'                                     |
| 7.                                          | 3 juli 2010                                 | Argentinië – Duitsland                      | 0 – 4                                       | WK 2010                                     | 3'                                          |
| 8.                                          | 10 juli 2010                                | Uruguay – Duitsland                         | 2 – 3                                       | WK 2010                                     | 19'                                         |
| 9.                                          | 3 september 2010                            | België – Duitsland                          | 0 – 1                                       | Kwalificatie EK 2012                        |                                             |
| 10.                                         | 7 september 2010                            | Duitsland – Azerbeidzjan                    | 6 – 1                                       | Kwalificatie EK 2012                        |                                             |
| 11.                                         | 8 oktober 2010                              | Duitsland – Turkije                         | 3 – 0                                       | Kwalificatie EK 2012                        |                                             |
| 12.                                         | 12 oktober 2010                             | Kazachstan – Duitsland                      | 0 – 3                                       | Kwalificatie EK 2012                        |                                             |
| 13.                                         | 9 februari 2011                             | Duitsland – Italië                          | 1 – 1                                       | Vriendschappelijk                           |                                             |
| 14.                                         | 26 maart 2011                               | Duitsland – Kazachstan                      | 4 – 0                                       | Kwalificatie EK 2012                        | 25' 43'                                     |
| 15.                                         | 29 maart 2011                               | Duitsland – Australië                       | 1 – 2                                       | Vriendschappelijk                           |                                             |
| 16.                                         | 29 mei 2011                                 | Duitsland – Uruguay                         | 2 – 1                                       | Vriendschappelijk                           |                                             |
| 17.                                         | 3 juni 2011                                 | Oostenrijk – Duitsland                      | 1 – 2                                       | Kwalificatie EK 2012                        |                                             |
| 18.                                         | 7 juni 2011                                 | Azerbeidzjan – Duitsland                    | 1 – 3                                       | Kwalificatie EK 2012                        |                                             |
| 19.                                         | 10 augustus 2011                            | Duitsland – Brazilië                        | 3 – 2                                       | Vriendschappelijk                           |                                             |
| 20.                                         | 2 september 2011                            | Duitsland – Oostenrijk                      | 6 – 2                                       | Kwalificatie EK 2012                        |                                             |
| 21.                                         | 6 september 2011                            | Polen – Duitsland                           | 2 – 2                                       | Vriendschappelijk                           |                                             |
| 22.                                         | 7 oktober 2011                              | Turkije – Duitsland                         | 1 – 3                                       | Kwalificatie EK 2012                        | 66'                                         |
| 23.                                         | 11 oktober 2011                             | Duitsland – België                          | 3 – 1                                       | Kwalificatie EK 2012                        |                                             |
| 24.                                         | 11 november 2011                            | Oekraïne – Duitsland                        | 3 – 3                                       | Vriendschappelijk                           | 78'                                         |
| 25.                                         | 15 november 2011                            | Duitsland – Nederland                       | 3 – 0                                       | Vriendschappelijk                           | 15'                                         |
| 26.                                         | 29 februari 2012                            | Duitsland – Frankrijk                       | 1 – 2                                       | Vriendschappelijk                           |                                             |
| 27.                                         | 31 mei 2012                                 | Duitsland – Israël                          | 2 – 0                                       | Vriendschappelijk                           |                                             |
| 28.                                         | 9 juni 2012                                 | Duitsland – Portugal                        | 1 – 0                                       | EK 2012                                     |                                             |
| 29.                                         | 13 juni 2012                                | Duitsland – Nederland                       | 2 – 1                                       | EK 2012                                     |                                             |
| 30.                                         | 17 juni 2012                                | Denemarken – Duitsland                      | 1 – 2                                       | EK 2012                                     |                                             |
| 31.                                         | 22 juni 2012                                | Duitsland – Griekenland                     | 4 – 2                                       | EK 2012                                     |                                             |
| 32.                                         | 28 juni 2012                                | Duitsland – Italië                          | 1 – 2                                       | EK 2012                                     |                                             |
| 33.                                         | 15 augustus 2012                            | Duitsland – Argentinië                      | 1 – 3                                       | Vriendschappelijk                           |                                             |
| 34.                                         | 7 september 2012                            | Duitsland – Faeröer                         | 3 – 0                                       | Kwalificatie WK 2014                        |                                             |
| 35.                                         | 11 september 2012                           | Oostenrijk – Duitsland                      | 1 – 2                                       | Kwalificatie WK 2014                        |                                             |
| 36.                                         | 12 oktober 2012                             | Ierland – Duitsland                         | 1 – 6                                       | Kwalificatie WK 2014                        |                                             |
| 37.                                         | 16 oktober 2012                             | Duitsland – Zweden                          | 4 – 4                                       | Kwalificatie WK 2014                        |                                             |
| 38.                                         | 14 november 2012                            | Nederland – Duitsland                       | 0 – 0                                       | Vriendschappelijk                           |                                             |
| 39.                                         | 6 februari 2013                             | Frankrijk – Duitsland                       | 1 – 2                                       | Vriendschappelijk                           | 51'                                         |
| 40.                                         | 22 maart 2013                               | Kazachstan – Duitsland                      | 0 – 3                                       | Kwalificatie WK 2014                        | 20' 74'                                     |
| 41.                                         | 26 maart 2013                               | Duitsland – Kazachstan                      | 4 – 1                                       | Kwalificatie WK 2014                        |                                             |
| 42.                                         | 14 augustus 2013                            | Duitsland – Paraguay                        | 3 – 3                                       | Vriendschappelijk                           | 31'                                         |
| 43.                                         | 6 september 2013                            | Duitsland – Oostenrijk                      | 3 – 0                                       | Kwalificatie WK 2014                        | 88'                                         |
| 44.                                         | 10 september 2013                           | Faeröer – Duitsland                         | 0 – 3                                       | Kwalificatie WK 2014                        | 84'                                         |
| 45.                                         | 11 oktober 2013                             | Duitsland – Ierland                         | 3 – 0                                       | Kwalificatie WK 2014                        |                                             |
| 46.                                         | 15 oktober 2013                             | Zweden – Duitsland                          | 3 – 5                                       | Kwalificatie WK 2014                        |                                             |
| 47.                                         | 15 november 2013                            | Italië – Duitsland                          | 1 – 1                                       | Vriendschappelijk                           |                                             |
| 48.                                         | 1 juni 2014                                 | Duitsland – Kameroen                        | 2 – 2                                       | Vriendschappelijk                           | 66'                                         |
| 49.                                         | 6 juni 2014                                 | Duitsland – Armenië                         | 6 – 1                                       | Vriendschappelijk                           |                                             |
| 50.                                         | 16 juni 2014                                | Duitsland – Portugal                        | 4 – 0                                       | WK 2014                                     | 12' (pen.) 45+1' 78'                        |
| 51.                                         | 21 juni 2014                                | Ghana – Duitsland                           | 2 – 2                                       | WK 2014                                     |                                             |
| 52.                                         | 26 juni 2014                                | Verenigde Staten – Duitsland                | 0 – 1                                       | WK 2014                                     | 55'                                         |
| 53.                                         | 30 juni 2014                                | Algerije – Duitsland                        | 1 – 2                                       | WK 2014                                     |                                             |
| 54.                                         | 4 juli 2014                                 | Frankrijk – Duitsland                       | 0 – 1                                       | WK 2014                                     |                                             |
| 55.                                         | 8 juli 2014                                 | Brazilië – Duitsland                        | 1 – 7                                       | WK 2014                                     | 11'                                         |
| 56.                                         | 13 juli 2014                                | Argentinië – Duitsland                      | 0 – 1                                       | WK 2014                                     |                                             |
| 57.                                         | 3 september 2014                            | Duitsland – Argentinië                      | 2 – 4                                       | Vriendschappelijk                           |                                             |
| 58.                                         | 7 september 2014                            | Duitsland – Schotland                       | 2 – 1                                       | Kwalificatie EK 2016                        | 18' 70'                                     |
| 59.                                         | 11 oktober 2014                             | Polen – Duitsland                           | 2 – 0                                       | Kwalificatie EK 2016                        |                                             |
| 60.                                         | 14 oktober 2014                             | Duitsland – Ierland                         | 1 – 1                                       | Kwalificatie EK 2016                        |                                             |
| 61.                                         | 14 november 2014                            | Duitsland – Gibraltar                       | 4 – 0                                       | Kwalificatie EK 2016                        | 12' 29'                                     |
| 62.                                         | 18 november 2014                            | Spanje – Duitsland                          | 0 – 1                                       | Vriendschappelijk                           |                                             |
| 63.                                         | 29 maart 2015                               | Georgië – Duitsland                         | 0 – 2                                       | Kwalificatie EK 2016                        | 44'                                         |
| 64.                                         | 4 september 2015                            | Duitsland – Polen                           | 3 – 1                                       | Kwalificatie EK 2016                        | 12'                                         |
| 65.                                         | 7 september 2015                            | Schotland – Duitsland                       | 2 – 3                                       | Kwalificatie EK 2016                        | 18' 34'                                     |
| 66.                                         | 8 oktober 2015                              | Ierland – Duitsland                         | 1 – 0                                       | Kwalificatie EK 2016                        |                                             |
| 67.                                         | 11 oktober 2015                             | Duitsland – Georgië                         | 2 – 1                                       | Kwalificatie EK 2016                        | 50' (pen.)                                  |
| 68.                                         | 13 november 2015                            | Frankrijk – Duitsland                       | 2 – 0                                       | Vriendschappelijk                           |                                             |
| 69.                                         | 26 maart 2016                               | Duitsland – Engeland                        | 2 – 3                                       | Vriendschappelijk                           |                                             |
| 70.                                         | 29 maart 2016                               | Duitsland – Italië                          | 4 – 1                                       | Vriendschappelijk                           |                                             |
| 71.                                         | 4 juni 2016                                 | Duitsland – Hongarije                       | 2 – 0                                       | Vriendschappelijk                           | 63'                                         |
| 72.                                         | 12 juni 2016                                | Duitsland – Oekraïne                        | 2 – 0                                       | EK 2016                                     |                                             |
| 73.                                         | 16 juni 2016                                | Duitsland – Polen                           | 0 – 0                                       | EK 2016                                     |                                             |
| 74.                                         | 21 juni 2016                                | Noord-Ierland – Duitsland                   | 0 – 1                                       | EK 2016                                     |                                             |
| 75.                                         | 26 juni 2016                                | Duitsland – Slowakije                       | 3 – 0                                       | EK 2016                                     |                                             |
| 76.                                         | 2 juli 2016                                 | Duitsland – Italië                          | 1 – 1 (6 – 5 n.s.)                          | EK 2016                                     |                                             |
| 77.                                         | 7 juli 2016                                 | Duitsland – Frankrijk                       | 0 – 2                                       | EK 2016                                     |                                             |
| 78.                                         | 31 augustus 2016                            | Finland – Duitsland                         | 2 – 0                                       | Vriendschappelijk                           |                                             |
| 79.                                         | 4 september 2016                            | Noorwegen – Duitsland                       | 0 – 3                                       | Kwalificatie WK 2018                        | 16' 60'                                     |
| 80.                                         | 8 oktober 2016                              | Duitsland – Tsjechië                        | 3 – 0                                       | Kwalificatie WK 2018                        | 13' 65'                                     |
| 81.                                         | 11 oktober 2016                             | Duitsland – Noord-Ierland                   | 2 – 0                                       | Kwalificatie WK 2018                        |                                             |
| 82.                                         | 11 november 2016                            | San Marino – Duitsland                      | 0 – 8                                       | Kwalificatie WK 2018                        |                                             |
| 83.                                         | 15 november 2016                            | Italië – Duitsland                          | 0 – 0                                       | Vriendschappelijk                           |                                             |
| 84.                                         | 22 maart 2017                               | Duitsland – Engeland                        | 1 – 0                                       | Vriendschappelijk                           |                                             |
| 85.                                         | 26 maart 2017                               | Azerbeidzjan – Duitsland                    | 1 – 4                                       | Kwalificatie WK 2018                        | 36'                                         |
| 86.                                         | 1 september 2017                            | Tsjechië – Duitsland                        | 1 – 2                                       | Kwalificatie WK 2018                        |                                             |
| 87.                                         | 4 september 2017                            | Noorwegen – Duitsland                       | 6 – 0                                       | Kwalificatie WK 2018                        |                                             |
| 88.                                         | 5 oktober 2017                              | Noord-Ierland – Duitsland                   | 1 – 3                                       | Kwalificatie WK 2018                        |                                             |
| 89.                                         | 8 oktober 2017                              | Duitsland – Azerbeidzjan                    | 5 – 1                                       | Kwalificatie WK 2018                        |                                             |
| 90.                                         | 23 maart 2018                               | Duitsland – Spanje                          | 1 – 1                                       | Vriendschappelijk                           | 35'                                         |
| 91.                                         | 8 juni 2018                                 | Duitsland – Saoedi-Arabië                   | 2 – 1                                       | Vriendschappelijk                           |                                             |
| 92.                                         | 17 juni 2018                                | Duitsland – Mexico                          | 0 – 1                                       | WK 2018                                     |                                             |
| 93.                                         | 23 juni 2018                                | Duitsland – Zweden                          | 2 – 1                                       | WK 2018                                     |                                             |
| 94.                                         | 27 juni 2018                                | Zuid-Korea – Duitsland                      | 2 - 0                                       | WK 2018                                     |                                             |
| 95.                                         | 6 september 2018                            | Duitsland – Frankrijk                       | 0 – 0                                       | Nations League Divisie A                    |                                             |
| 96.                                         | 9 september 2018                            | Duitsland – Peru                            | 2 – 1                                       | Vriendschappelijk                           |                                             |
| 97.                                         | 13 oktober 2018                             | Nederland – Duitsland                       | 3 – 0                                       | Nations League Divisie A                    |                                             |
| 98.                                         | 16 oktober 2018                             | Frankrijk – Duitsland                       | 2 – 1                                       | Nations League Divisie A                    |                                             |
| 99.                                         | 15 november 2018                            | Duitsland – Rusland                         | 3 – 0                                       | Nations League Divisie A                    |                                             |
| 100.                                        | 19 november 2018                            | Duitsland – Nederland                       | 2 – 2                                       | Nations League Divisie A                    |                                             |
| '101.                                       | 02 juni 2021                                | Denemarken - Duitsland                      | 1 – 1                                       | Vriendschappelijk                           |                                             |
| 102.                                        | 07 juni 2021                                | Duitsland - Letland                         | 7 – 1                                       | Vriendschappelijk                           | 27'                                         |
| 103.                                        | 15 juni 2021                                | Duitsland - Frankrijk                       | 0 – 1                                       | EK 2020                                     |                                             |
| 104.                                        | 19 juni 2021                                | Duitsland - Portugal                        | 4 – 2                                       | EK 2020                                     |                                             |
| 105.                                        | 23 juni 2021                                | Duitsland - Hongarije                       | 2 – 2                                       | EK 2020                                     |                                             |
| 106.                                        | 29 juni 2021                                | Engeland - Duitsland                        | 2 – 0                                       | EK 2020                                     |                                             |
| 107.                                        | 08 oktober 2021                             | Duitsland - Roemenië                        | 2 – 1                                       | WK kwalificatie 2022                        | 81'                                         |
| 108.                                        | 11 oktober 2021                             | Noord-Macedonië - Duitsland                 | 0 – 4                                       | WK kwalificatie 2022                        |                                             |
| 109.                                        | 11 november 2021                            | Duitsland - Liechtenstein                   | 9 – 0                                       | WK kwalificatie 2022                        | 76' 86'                                     |
| 110.                                        | 14 november 2021                            | Armenië - Duitsland                         | 1 – 4                                       | WK kwalificatie 2022                        |                                             |

Bijgewerkt tot en met 14 februari 2022.

## Erelijst
| Competitie            |                | |                |                |
| Competitie            | Aantal         | Jaren |                |                |
| Bayern München        | Bayern München | Bayern München | Bayern München | Bayern München |
| --------------------- | -------------- | --- | -------------- | -------------- |
| UEFA Champions League | 2×             | 2012/13, 2019/20 |                |                |
| UEFA Super Cup        | 2×             | 2013, 2020 |                |                |
| FIFA Club World Cup   | 2×             | 2013, 2020 |                |                |
| Bundesliga            | 13×            | 2009/10, 2012/13, 2013/14, 2014/15, 2015/16, 2016/17, 2017/18, 2018/19, 2019/20, 2020/21, 2021/22, 2022/23, 2024/25 |                |                |
| DFB-Pokal             | 6×             | 2009/10, 2012/13, 2013/14, 2015/16, 2018/19, 2019/20                                                                |                |                |
| DFL-Supercup          | 8×             | 2010, 2012, 2016, 2017, 2018, 2020, 2021, 2022                                                                      |                |                |
| Duitsland             |                | |                |                |
| FIFA WK               | 1×             | 2014 |                |                |